# Список серий «Блич» (сезоны 9-12)
Серии аниме «Блич» можно условно разделить по сюжетным аркам. Все они созданы компаниями TV Tokyo, Dentsu и Studio Pierrot под руководством режиссёра Нориюки Абэ по манге «Блич» автора Тайто Кубо.
9 сезон носит название «Новый капитан Сюсукэ Амагай».
Серии начали выходить с 23 апреля по 7 октября 2008 года на TV Tokyo. Эпизоды этого сезона используют три музыкальные темы для озвучивания вступительной и заключительной заставок. Вступительная заставка — «CHU-BURA» в исполнении KELUN, заключительные заставки — «Orange» в исполнений Lil`B и «Gallop» в исполнении pe`zmoku. Состоит из 22 серий.
10 сезон носит название «Арранкары против Синигами».
Серии начали выходить с 14 октября 2008 года по 3 февраля 2009 года на TV Tokyo. Эпизоды этого сезона используют три музыкальные темы для озвучивания вступительной и заключительной заставок. Вступительная заставка — «Velonica» в исполнении Aqua Timez, заключительные заставки — «Hitohira no Hanabira» в исполнении Stereopony и «Sky Chord ~Otona ni Naru Kimi he~» в исполнении Цудзи Сион. Состоит из 16 серий.
11 сезон носит название «Прошлое».
Серии начали выходить с 10 февраля по 24 марта 2009 года на TV Tokyo. Эпизоды этого сезона используют две музыкальные темы для озвучивания вступительной и заключительной заставок. Вступительная заставка — «Velonica» в исполнении Aqua Timez, заключительные заставки — «Sky Chord ~Otona ni Naru Kimi he~» в исполнении Цудзи Сион. Состоит из 7 серий.
12 сезон носит название «Арранкары: Фальшивый город Каракура».
Серии начали выходить с 31 марта по 21 июля 2009 года на TV Tokyo. Эпизоды этого сезона используют четыре музыкальные темы для озвучивания вступительной и заключительной заставок. вступительные заставки — «Velonica» в исполнении Aqua Timez и «Shoujo S» в исполнении Scandal, заключительные заставки — «Sky Chord ~Otona ni Naru Kimi he~» в исполнений Цудзи Сион и «Kimi wo Mamotte, Kimi wo Aishite» в исполнении Sambomaster. Состоит из 17 серий.

## Список серий

### Сезон 9: Новый капитан Сюсукэ Амагай (2008)
| № серии | Заглавие | Экранизированные главы манги | Трансляция в Японии   |
| ------- | --- | ---------------------------- | --------------------- |
| 168     | Появление нового капитана! Его зовут Сюсукэ Амагай «Shin taichō tōjō! Sono namae wa Amagai Shūsuke» (新隊長登場！その名前は天貝繍助)          | Нет (филлер)                 | 23 апреля 2008 года   |
| 169     | Новый оборот, появление опасного студента-новичка «Shin tenkai, kiken na tenkōsei arawaru!» (新展開､危険な転校生現る！)                       | Нет (филлер)                 | 7 мая 2008 года       |
| 170     | Отчаянная борьба лунной ночью, загадочный убийца и Дзанпакто «Tsukiyo no shitou, nazo no shikaku to zanpakutō» (月夜の死闘、謎の刺客と斬魄刀) | Нет (филлер)                 | 14 мая 2008 года      |
| 171     | Кенрю, цветущий шикай «Kenryu, sakimidareru beni no hana» (犬龍、咲き乱れる紅の華)                                                            | Нет (филлер)                 | 21 мая 2008 года      |
| 172     | Кифунэ объявляет войну! Порыв неистового ветра «Kifune shutsujin! Fukiareru reppuu» (貴船出陣！吹き荒れる烈風)                                | Нет (филлер)                 | 28 мая 2008 года      |
| 173     | Появление Великого Зла! Тьма Дома Касумиодзи «Kyo aku no toujou! Kasumioji ka no yami» (巨悪の登場！霞大路家の闇)                             | Нет (филлер)                 | 4 июня 2008 года      |
| 174     | Пробить зеркальную границу! Ичиго пленен «Kagami no kyoukai wo yabure! Toraware no Ichigo» (鏡の境界を破れ！捕らわれの一護)                   | Нет (филлер)                 | 11 июня 2008 года     |
| 175     | Мстительный убийца, цель - Ичиго «Fukushuu no shikaku, nerawareta Ichigo» (復讐の刺客、狙われた一護)                                          | Нет (филлер)                 | 18 июня 2008 года     |
| 176     | Тайна! Убийца с пожирающим мечом «Kaiki! Katana o kuu ansatsusha» (怪奇！刀を喰う暗殺者)                                                      | Нет (филлер)                 | 25 июня 2008 года     |
| 177     | Преображение Рукии, неистовый клинок «Gyakuten no Rukia! Bōsōsuru katana» (逆転のルキア、暴走する刀)                                          | Нет (филлер)                 | 25 июня 2008 года     |
| 178     | Ночной кошмар, Ичиго в зазеркалье «Miserareta akumu, kagami no naka no Ichigo» (見せられた悪夢、 鏡の中の一護)                                | Нет (филлер)                 | 2 июля 2008 года      |
| 179     | Противостояние?! Амагай против Готэй 13 «Tairitsu!? Amagai VS Gotei jūsan tai» (対立！？ 天貝VS護廷十三隊)                                    | Нет (филлер)                 | 9 июля 2008 года      |
| 180     | Решение принцессы, клинок печали «Hime no ketsui, kanashiki hanayome» (姫の決意、哀しき花嫁)                                                  | Нет (филлер)                 | 16 июля 2008 года     |
| 181     | Операция 2го отряда! Ичиго окружен «Ni ban tai shutsugeki! Houi sareta Ichigo» (二番隊出撃！包囲された一護)                                   | Нет (филлер)                 | 23 июля 2008 года     |
| 182     | Истинная сила Амагая, высвобожденный занпакто! «Amagai no jitsuryoku, zanpakutō kaihou!» (天貝(あまがい)の実力、斬魄刀(ざんぱきとう)解放！)   | Нет (филлер)                 | 30 июля 2008 года     |
| 183     | Движущаяся тьма! Настоящие цвета Кифунэ «Ugokidashi ta yami! Kibune no shoutai» (動き出した闇！貴船(きぶね)の正体)                            | Нет (филлер)                 | 6 августа 2008 года   |
| 184     | Кира и Кифунэ, наступление и оборона 3го отряда «Kira to Kibune, san ban tai no koubou» (吉良と貴船、三番隊の攻防)                            | Нет (филлер)                 | 20 августа 2008 года  |
| 185     | Лед и Пламя! Амагай и Хицугая «Koori to honoo! Amagai VS Hitsugaya no gekitou» (氷と炎！天貝VS日番谷の激闘)                                   | Нет (филлер)                 | 27 августа 2008 года  |
| 186     | Последние приказы! Подавление дома Касумиодзи «Shutsugeki shirei! Kasumiōji ka o seiatsu seyo» (出撃指令！霞大路家を制圧せよ)                 | Нет (филлер)                 | 3 сентября 2008 года  |
| 187     | Ичиго атакует! Секрет асассинов «Ichigo gekido! Ansatsusha no himitsu» (一護激怒！暗殺者の秘密)                                               | Нет (филлер)                 | 10 сентября 2008 года |
| 188     | Дуэль! Амагай против Ичиго «Kettō! Amagai VS Ichigo» (決闘！天貝ＶＳ一護)                                                                     | Нет (филлер)                 | 17 сентября 2008 года |
| 189     | Гордость фальшивого синигами «Ochita shinigami no hokori» (堕ちた死神の誇り)                                                                  | Нет (филлер)                 | 7 октября 2008 года   |

### Сезон 10: Арранкары против Синигами (2008—2009)
| 190 | Уэко Мундо. Перезагрузка. «Weko Mundo hen, saikai!» (ウェコムンド編、再開！)                                     | 286-287      | 14 октября 2008 года |
| Во вступлении показывают прошедшие битвы синигами с арранкарами. Ичиго вместе с Иноуэ собираются уйти из Уэко Мундо, но их останавливает раненый Гриммджо и требует от Ичиго реванша. Появляется Нноитра и, ранив Гриммджо, начинает бой с Ичиго. Выясняется, что Нноитра 5 в Эспаде. Тем временем Рэндзи и Урю продолжают бой с Заель-Апорро. | |              |                      |
| 191 | Ужасающий банкет, театр Заель-Аппоро «Kyōen, Zaeruaporo gekijō» (恐宴, ザエルアポロ劇場)                         | 288-289      | 21 октября 2008 года |
| Заель-Апорро высвобождает свою форму и создаёт клонов своих противников. Ичиго продолжает сражение с Нноитрой. Заметив Нелл, Нноитра рассказывает Ичиго, о том что Нелл когда то была членом Эспады. | |              |                      |
| 192 | Секрет Нелл. «Neru no himitsu, kyonyū bijo sansen!?» (ネルの秘密, 巨乳美女参戦！？)                              | 290-292      | 28 октября 2008 года |
| Ичиго продолжает сражение с Нноитрой и терпит от него поражение. Нноитра рассказывает что именно он выгнал Нелл из Эспады, при этом он изменил её внешность и стер её память. Нноитра хочет убить Нелл, но Ичиго пытается отбить его атаки. Нноитра готов убить Ичиго, но Нелл, возвратившийся в свою настоящую форму, отбивает атаку и начинает сражение с Нноитрой. | |              |                      |
| 193 | Обездвижен, Ужасное Шоу Марионеток «Teikō funō, kyōfu no ningyōgeki» (抵抗不能、恐怖の人形劇)                    | 292-293      | 4 ноября 2008 года   |
| Рэндзи и Урю побеждают своих клонов противников. Заель-Апорро применяет истинную силу своего дзанпакто и с её помощью высасывает часть силы Рэндзи и Урю и преврашает эти силы в кукол и уничтожает их органы. Тем временем Нелл продолжает сражение с Нноитрой. | |              |                      |
| 194 | Прошлое Неллиэль «Nerieru no kako» (ネリエルの過去)                                                              | 294-295      | 11 ноября 2008 года  |
| Воспоминания Нноитры о том дне когда он победил Нелл и той пришлось покинуть Эспаду. Нелл продолжает сражение с Нноитрой. Заель-Апорро хочет уничтожить все органы Рэндзи и Урю, но кукол вуду отбирают у него Пеше и Дондочакка - франсьоны Нелл и решают помочь Урю и Рэндзи победить Заель-Апорро. | |              |                      |
| 195 | Окончательное воссоединение. Настоящий Пеше «Kyūkyoku gattai! Pesshe no honki» (究極合体！ ペッシェの本気)       | 296-297      | 18 ноября 2008 года  |
| Нелл пытается нанести по Нноитре финальный удар, но она снова превращается в ребёнка. Пеше и Дондочакка пытаются атаковать Заель-Апорро, но тот отражает их атаку. Тэсра Линдокруз высвобождает свою форму и добивает Ичиго. Зоммари Реру — член Эспады решает доделать работу Аарониро убить Рукию. Тэсра готов нанести финальный удар по Ичиго, но его останавливает подоспевший на помощь Дзараки Кэмпати. | |              |                      |
| 196 | Появление армии сильнейших синигами «Sanzen! Saikyō shinigami gundan tōjō» (参戦！最強死神軍団登場)              | 298-299      | 25 ноября 2008 года  |
| Дзараки убивает Тэсру разрубив его на части. Синигами приходят на подмогу к Ичиго и его друзьям. Начинаются сражения Дзараки Кэмпати против Нноитры Джилги, Бякуя Кучики против Зоммари Реру, Маюри Куроцути против Заель-Апорро Гранца. | |              |                      |
| 197 | Банкай Бякуи, тихая злоба «Byakuya bankai, shizukanaru ikari» (白哉卍解、静かなる怒り)                           | 300-301      | 2 декабря 2008 года  |
| Битва между синигами и арранкарами продолжается. Зоммари высвобождает свою форму и пытается подчинить себе Бякую, но тот отражает все его атаки гипноза. Позже Зоммари решает подчинить себе раненую Рукию, но Бякуя отменяет его атаки. В конце Бякуя использует Банкай и побеждает Зоммари. | |              |                      |
| 198 | Двое учёных, западня Маюри «Futari no kagakusha, Mayuri no wana» (２人の科学者、マユリの罠)                      | 302-303      | 9 декабря 2008 года  |
| Побеждённый Зоммари пытается атаковать Бякую, но тот убивает его. Маюри продолжает схватку с Заель-Апорро. Заель-Апорро использует всю свою силу против Маюри, но тот предвидел все его попытки, с помощью бактерий которых он заложил в Урю во время их боя в Обществе душ, и обезвреживает их. Маюри использует свой Банкай против Заель-Апорро и нападает. | |              |                      |
| 199 | Возрождённый Заель-Аппоро «Seitan, Yomigaeru Zaeruaporo» (聖誕、蘇るザエルアポロ)                                | 304-305      | 16 декабря 2008 года |
| Маюри убивает Заель-Апорро с помощью Банкая, но тот возрождается выйдя из тела Нэму Куроцути. Однако Маюри перед этим ввёл в Нэму, наркотик который он назвал «сверхчеловеческим», способный замедлять движения противника и чувствовать нанесённую рану раз в сотни лет. С помощью этого наркотика Маюри обезвреживает и убивает Заель-Апорро. | |              |                      |
| 200 | Самое крепкое тело? Нойтора повержен «Saikō no karada!? Noitora o kire» (最硬の体！?ノイトラを斬れ)              | 306-308      | 23 декабря 2008 года |
| После битвы с Заель-Апорро, Маюри излечивает Урю и Рэндзи. Дзараки продолжает сражение с Нноитрой. | |              |                      |
| 201 | Нойтора свободен! Умножение оружия «Noitora kaihō! Zōshokushita ude» (ノイトラ解放！増殖した腕)                  | 308-311      | 6 января 2009 года   |
| Дзараки и Нноитра продолжают сражение. В бою Дзараки использует всю свою силу, а Нноитра высвобождает свою форму. | |              |                      |
| 202 | Заключение ожесточенного боя! Кто сильнейший «Gekitō kecchaku! Saikyō wa dare da» (激闘決着！最強は誰だ)         | 311-312      | 13 января 2009 года  |
| Дзараки полностью высвобождает свою силу и побеждает Нноитру. | |              |                      |
| 203 | Сбор Каракуры! Айдзэн против синигами «Karakura-chō ni shūketsu! Aizen tai shinigami» (空座町に集結！藍染対死神) | 313-315      | 20 января 2009 года  |
| После сражения с Нноитрой, Дзараки говорит Ичиго что он может вернуться вместе с Иноуэ в Каракуру. Ичиго и Иноуэ уже собираются вернуться домой, но появляется Койот Старрк — член Эспады и захватив Иноуэ отводит её к Айдзэну. Тем временем Айдзэн вместе с Тосэном и Гином начинают вторжение в Каракуру. Айдзэн говорит что синигами которые находятся в Уэко Мундо не смогут покинуть его территорию. Капитаны рассказывают что они с помощью Урахары Кискэ создали фальшивый город Каракуру, а настоящий вместе с её жителями отправили в Общество душ. Капитаны и лейтенанты Готэя 13 начинают сражение против Айдзэна, Гина, Тосэна, членами Эспады — Койота Старрка, Барагганом Луизенбарном, Тией Харрибэлой и их ним Фрасьоном. Тем временем Ичиго направляется в крепость где держит Иноуэ, Улькиорра. | |              |                      |
| 204 | Резко-желудочная убедительная стратегия Ичиго «Ichigo no seppuku settoku sakusen» (一護の切腹説得作戦☆)          | Нет (филлер) | 27 января 2009 года  |
| 205 | Волнение! Футбольный турнир Пустых «Doki! Horō darake no kemari taikai» (ドキ！虚だらけの蹴鞠大会)               | Нет (филлер) | 3 февраля 2009 года  |

### Сезон 11: Прошлое (2009)
| 206 | Главы прошлого! Правда столетней давности раскрыта! «Kako hen kaishi! Hyakujū nen mae no shinjitsu» (過去編開始！１１０年前の真実) | -108             | 10 февраля 2009 года |
| События переносятся в прошлое на 110 лет до начала сюжетных линий. Ёруити Сихоин — капитан 2 отряда хочет назначить Урахару Кискэ — 3 офицера 2 отряда, капитаном 12 отряда. Сой Фон — лейтенант 2 отряда хочет убедить капитана Ёруити, чтобы та не давала ему такого звания, так как считает, что Урахара безответственный. Однако, пойдя на задание с Урахарой, Сой Фон меняет своё мнение о нём. Урахару назначают капитаном 12 отряда. | |                  |                      |
| 207 | Новый Капитан 12-го отряда, Кискэ Урахара «Jūnibantai shin taichō, Urahara Kisuke» (十二番隊新隊長、浦原喜助)                      | -107             | 17 февраля 2009 года |
| Став капитаном, Урахара никак не может найти общий язык с Хиёри Саругаки — лейтенантом 12 отряда. Однако, Синдзи Хирако — капитан 5 отряда — советует ему узнать её поближе. После этого Синдзи вместе с Айдзэном Соскэ — лейтенантом 5 отряда уходят. | |                  |                      |
| 208 | Айдзэн и гениальный мальчик «Aizen to tensai shōnen» (藍染と天才少年)                                                              | -106, -105, -104 | 24 февраля 2009 года |
| Урахара и Хиёри отправляются в «Гнездо личинок» — тюрьму, где держат самых опасных преступников. Прибыв в тюрьму, на Урахару и Хиёри нападают бандиты, но они одолевают их. После этого, Урахара делает заключённому Маюри Куроцути предложение: вытащить его, если тот будет помогать ему в исследованиях. В это время Айдзэн назначает молодого Гина Ичимару 3 офицером 5 отряда. | |                  |                      |
| 209 | 9-й отдел Мугурумы, выступление «Muguruma Kyūbantai, shutsudōse yo» (六車九番隊、出動せよ)                                         | -104, -103       | 3 марта 2009 года    |
| Синигами выясняют, что на их товарищей кто-то нападает. Кэнсэй Мугурума - капитан 9 отряда вместе со своими подопечными решает разобраться в этом. По пути на место происшествия отряд Кэнсэя сталкивается с пустым, напавшим на молодого Сюхэя Хисаги. Кэнсэй убивает пустого и выручает Сюхэя. Урахара посылает Хиёри на подмогу к отряду Кэнсэя. Позже отряд Кэнсэя разбивает лагерь на месте происшествия, чтобы поймать врага. Но посреди ночи подопечных Кэнсэя убивают. | |                  |                      |
| 210 | Хиёри погибла? Начало трагедии «Hiyori shisu? Higeki no hajimari» (ひよ里死す？悲劇の始まり)                                       | -103, -102, -101 | 10 марта 2009 года   |
| Готэй-13 выясняет о нападении на отряд Кэнсэя. Чтобы разобраться в этом, Сигэкуни Ямамото-Гэнрюсай приказывает Синдзи Хирако, Хатигэну Усёде, Лизе Ядомару и Лаву Айкаве отправиться на разведку. Прибыв на место, они видят, что Кэнсэй и Масиро Куна стали пустыми и начинают их атаковать. Урахара и Тэссай Цукабиси отправляются к ним на подмогу. | |                  |                      |
| 211 | Предательство! Айдзэн-кукловод «Uragiri! An'yaku no Aizen» (裏切り！暗躍の藍染)                                                    | -100, -99        | 17 марта 2009 года   |
| Отряду синигами удаётся одолеть превратившихся в пустых Кэнсэя и Масиро. Однако,они сами становятся пустыми из-за полученных в бою ран. Синдзи выясняет, что на подопечных Кэнсэя напал Тосэн Канамэ, по приказу Айдзэна. Айдзэн рассказывает Синдзи, что именно он стоит за исчезновением людей и превращений синигами в пустых. Айдзэн готов их всех убить, но его останавливают прибывшие на помощь Урахара и Тэссай. | |                  |                      |
| 212 | Спасение Хирако! Айдзэн против Урахары «Hirako o sukue! Aizen VS Urahara» (平子を救え！藍染VS浦原)                                 | -98, -97         | 24 марта 2009 года   |
| Айдзэн, Тосэн и Гин отступают. Тэссай атакует их с помощью своего мощного кидо, но Айдзэн блокирует атаку и исчезает. Урахара пытается остановить процесс превращения синигами в пустых с помощью Хогёку, но бесполезно. Позже, Урахару и Тэссая арестовывают по подозрению в экспериментах с холлоуфикацией. Совет 46 уже готов вынести им приговор, но появляется Ёруити и, захватив Вайзардов, помогает Урахаре и Тэссаю сбежать. Дальше события переносятся в настоящее время. Синигами Готэя 13 начинают сражение с арранкарами, а Вайзарды решают помочь синигами и выдвигаются вперёд. | |                  |                      |

### Сезон 12: Арранкары: Фальшивый город Каракура. (2009)
| 213 | Рождение Защитника Каракуры «Konsō keiji Karakuraizā tanjō» (魂葬刑事カラクライザー誕生)                           | Нет (филлер) | 31 марта 2009 года  |
| Пока Ичиго спасает Орихиме, Каракура остаётся без защиты. Урахара решает привлечь к этому Кона, предлагая ему стать «супергероем» — Каракурайзером. Поначалу тот не соглашается. | |              |                     |
| 214 | Последний день Защитника Каракуры «Karakuraizā saigo no hi» (カラクライザー最後の日)                               | Нет (филлер) | 7 апреля 2009 года  |
| Каракурайзер со своей командой (Дон Каноджи, Арисава, Асано, Чизуру, Уруру) должен противостоять огромной крепости, образованной из большого количества пустых. В конце концов, им это удаётся, во время битвы также рассказывается про способности каждого. В конце приключения выясняется, что они помогали Урахаре готовиться к битве с Айдзэном (сражались с Пустыми вместо него). | |              |                     |
| 215 | Защитим город Каракура! Все синигами «Karakura-chō o mamore! Shinigami sōtōjō» (空座町を護れ！死神総登場)          | 316-317      | 14 апреля 2009 года |
| Схватка между синнигами и арранкарами начинается. Ямамото использует свой дзанпакто и заключает Айдзэна, Гина и Тосэна в огненной тюрьме. Тем временем Ичиго продолжает двигаться к убежищу Айдзена. К входу в Лас Ночес Ичиго сталкивается с армией Экзекиасов. Рэндзи, Рукия и Садо приходят на помощь к Ичиго и начинают сражение с Экзекиасами. Ичиго врывается в крепость и сталкивается с Улькиоррой. | |              |                     |
| 216 | Элита! Четверка синигами «Seiei! Yonnin no shinigami» (精鋭！四人の死神)                                           | 318-319      | 21 апреля 2009 года |
| Ичиго начинает сражение с Улькиоррой. Тем временем синигами начинают сражение с арранкарами. Барагган Луизенбарн — член Эспады решает уничтожить столбы чтобы вернуть настоящую Каракуру на место и посылает четверо пустых, чтобы те уничтожили их. Однако пустых убивают, охраняющие столбы, Иккаку, Юмитика, Идзуру и Сюхэй. Барагган посылает свой Франсьон, чтобы уничтожить столбы. Начинаются сражения: Юмитика Аясэгава против Шарлотты Кулухорны, Иккаку Мадарамэ против Чхве Нон По, Идзуру Кира против Абирамы Реддер, Сюхэй Хисаги против Финдорра Калиаса. | |              |                     |
| 217 | Красивый маленький демон Шарлотта «Utsukushiki koakuma Sharurotte» (美しき小悪魔シャルロッテ)                      | 320-321      | 28 апреля 2009 года |
| Юмитика начинает сражение с Шарлоттой Кулухорной — одним из Франсьонов Бараггана. Пытаясь его атаковать, Юмитика терпит поражение. Шарлотта высвобождает свою форму и использует против Юмитики технику Роса Бланка. Юмитика использует силу своего дзанпакто и убивает Шарлотту. | |              |                     |
| 218 | Кира, Битва в отчаяньи «Kira, zetsubō no naka de no tatakai» (吉良、絶望の中での戦い)                              | 322-324      | 5 мая 2009 года     |
| Идзуру начинает сражение с Абирамы Реддер - ещё одним Франсьонов Бараггана. Во время битвы Абирама высвобождает свою форму и начинает атаковать Идзуру, но используя силу своего дзанпакто Идзуру обезвреживает и убивает Абираму. | |              |                     |
| 219 | Сикай Хисаги! Его имя... «Hisagi shikai! Sono na wa...» (檜佐木始解！その名は…)                                    | 324-326      | 12 мая 2009 года    |
| Сюхэй продолжает сражение с Финдорр Калиас — Франсьоном Бараггана, высвобождает свою форму и атакует его. Сюхэй высвобождает силу своего дзанпакто и побеждает Финдорра. Тем временем Иккаку проигрывает Чхве Нон По — одному из Франсьону Бараггана и тот разрушает один из столбов. | |              |                     |
| 220 | Иккаку повержен! Кризис Синигами «Ikkaku taoreru! Shinigami no kiki» (一角倒れる！死神の危機)                      | 326-328      | 19 мая 2009 года    |
| По хочет добить Иккаку, но того спасает Садзин Комамура и начинает сражение с По. Тэцудзаэмон Иба останавливает процесс перемещения с помощью маятников созданных Урахарой именно на этот случай. По высвобождает свою форму, однако Комамура, высвобождает свой Банкай и побеждает По. | |              |                     |
| 221 | Полное противостояние! Синигами против Эспады «Zenmen taiketsu! Shinigami VS Esupāda» (全面対決！死神VS十刃)       | 328-330      | 26 мая 2009 года    |
| Сражения синигами и арранкаров продолжаются. Начинаются сражения Сой Фон против Джио Вегой - ещё одним Франсьоном Бараггана, Марэтиё Омаэда против Ниргге Пардоком - последним из Франсьона Бараггана, Тосиро Хицугая против Тии Харрибэл, Рангику Мацумото против Эмило Апаччи, Франчески Милы Розы и Циан Сун-Сун - Франсьоном Тий, Сюнсуй Кёраку против Койота Старрка и Лилинеттой Джинджербэкой - Франсьона Койота. | |              |                     |
| 222 | Самый злой Признак!? Сой Фон и Омаэда «Saikyō taggu!? Soi Fon & Ōmaeda» (最凶タッグ！？砕蜂＆大前田)               | 331-332      | 2 июня 2009 года    |
| Сой Фон и Марэтиё продолжают сражение со своими противниками. Джио и Ниргге высвобождают свой формы и продолжают сражение в полную силу. | |              |                     |
| 223 | Удивительное Тело! Выпуски Дзио «Kyōi no nikutai! Jio kaihō» (驚異の肉体！ジオ解放)                                | 332-333      | 9 июня 2009 года    |
| После длительной битвы Марэтиё побеждает Ниргге, с помощью силы своего дзанпакто. Джио начинает сражение в полную силу, но его в миг побеждает Сой Фон. После свои схваток с последними Франсьонами, Сой Фон и Марэтиё начинают сражение с Барагганом Луизенбарном. | |              |                     |
| 224 | Битва трое против одного! Кризис Рангику «3 vs 1 no sentō! Pinchi no Rangiku» (３vs１の戦闘！ピンチの乱菊)         | 333-335      | 16 июня 2009 года   |
| Рангику продолжает сражение с Эмило Апаччи, Франчески Милы Розы и Циан Сун-Сун, но терпит поражение. Эмило, Франческо и Циан нанося по Рангику свой мощный удар, но её в последний миг спасает Момо Хинамори. Рангику и Хинамори начинают сражение с Франсьоном Тий. Эмило, Франческо и Циан высвобождают свои формы и объединив силы призывают огромного пустого, Айона. | |              |                     |
| 225 | Уничтоженные Лейтенанты! Ужасающее чудовище «Fukutaichō zenmetsu! Kyōfu no yōjū» (副隊長全滅！恐怖の妖獣)          | 336-337      | 23 июня 2009 года   |
| В битве Айон серьёзно ранит Рангику и Хинамори. В битву с ним вступает Сюхэй, а Идзуру этим временем пытается излечить раненых Рангику и Хинамори. Тем временем Лилинетта безуспешно атакует Дзюсиро Укитакэ. Сюхэй терпит поражение в битве с Айоном. Ямамото решает помочь свойм подопечным и начинает сражение. | |              |                     |
| 226 | Заключение жестокого сражения? К новой битве! «Gekitō shūketsu? Aratanaru tatakai e!» (激闘終結？新たなる戦いへ！) | 338-340      | 30 июня 2009 года   |
| Ямамото уничтожает Айона. Эмило, Франческо и Циан безуспешно пытаются напасть на Ямамото. Во время сражений выясняется, что Тиа 3 в Эспаде, Барагган 2, а Койот 1. Битва продолжается. В это время в Уэко Мундо Рэндзи и Садо одолев Экзекиасов начинают сражения с пустыми. Рукия одолев всех Экзекиасов начинает сражение с Лодбоном — капитаном Экзекиас. Ичиго продолжает сражение с Улькиоррой. | |              |                     |
| 227 | Удивительная ошибка «Wandafuru Erā» (ワンダフル·エラー)                                                            | Нет (филлер) | 7 июля 2009 года    |
| 228 | Лето! Море! Праздник купальников! «Natsu da! Umi da! Mizugisai!!» (夏だ!海だ!水着祭!!)                             | 260,5        | 14 июля 2009 года   |
| 229 | Крик души? Рождение Синигами в парике! «Tamashii no Sakebi? Zura Shinigami Tanjō!» (魂の叫び？ヅラ死神誕生！)      | Нет (филлер) | 21 июля 2009 года   |